# محافظه خباش
محافظه خباش (به عربی: محافظة خباش) یک منطقهٔ مسکونی در عربستان سعودی است که در استان نجران واقع شده‌است. محافظه خباش ۶٬۷۹۸ نفر جمعیت دارد.